# João Cepeda (arquitecto)
João Cepeda (18 de Setembro de 1983, Lisboa, Portugal) é um arquitecto, autor e investigador português.

## Biografia
Mestre em Arquitectura pela École Polytechnique Fédérale de Lausanne (Suíça, "Bolseiro de Mérito da Confederação Helvética") e pela Universidade Técnica de Lisboa (Portugal).

Trabalhou na Suíça, França, Japão e Portugal.

Integrou o atelier internacional LAPA Studio - Laboratoire de Production Architecturale (Lausanne / Genève, Suíça) do arquitecto suíço Harry Gugger, ex-sócio principal e parceiro de longa data do prestigiado atelier suíço Herzog & De Meuron (Pritzker Prize 2001).

Foi investigador na Fondation Le Corbusier em Paris (Le Corbusier FLC, França, bolseiro de investigação, 2012).

Autor do livro "Nadir Afonso, Arquitecto" (Caleidoscópio, 2013), a única obra monográfica que se debruça sobre a arquitectura do (re)conhecido pintor-
arquitecto português Nadir Afonso,

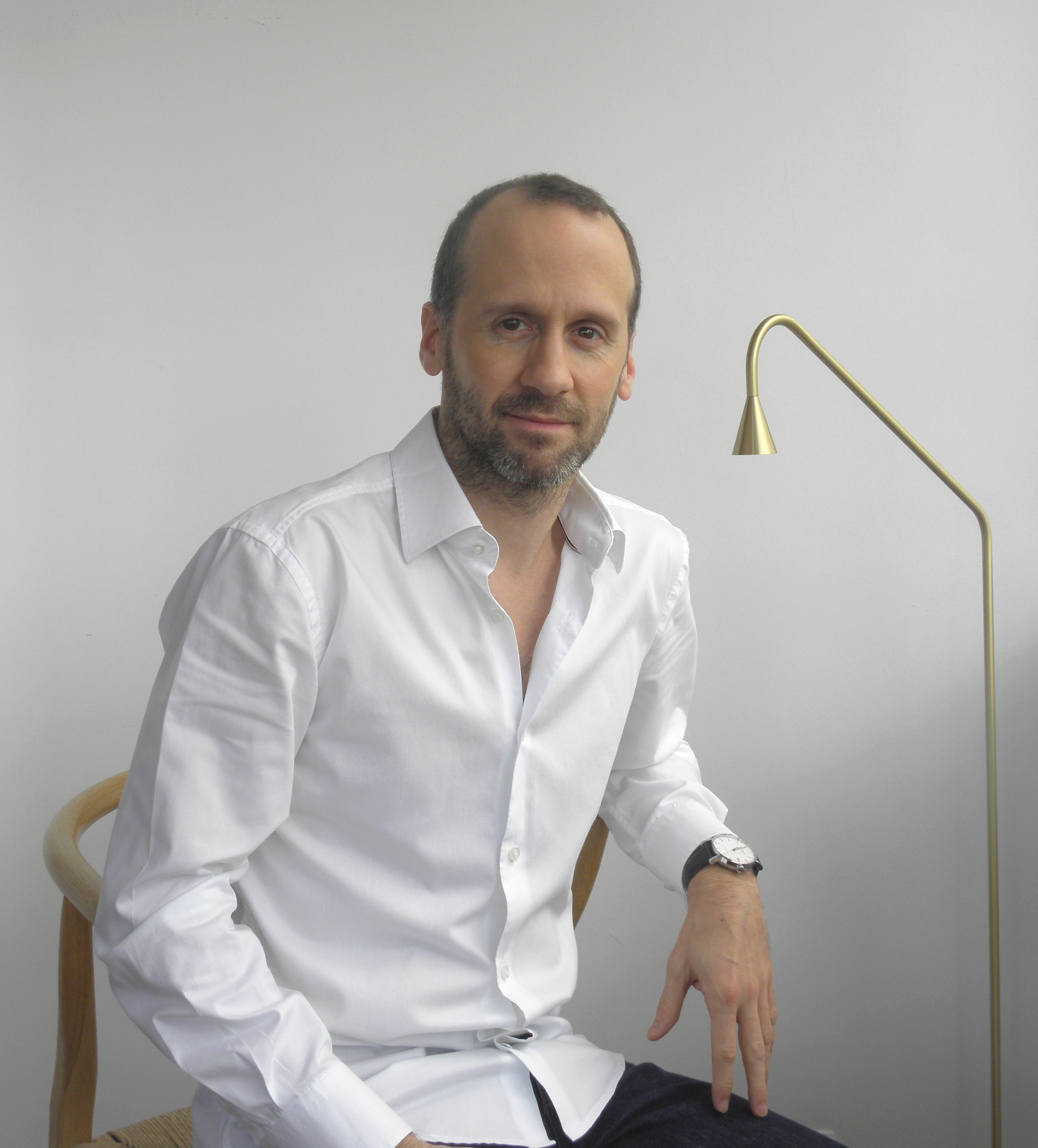
João Cepeda, arquitecto

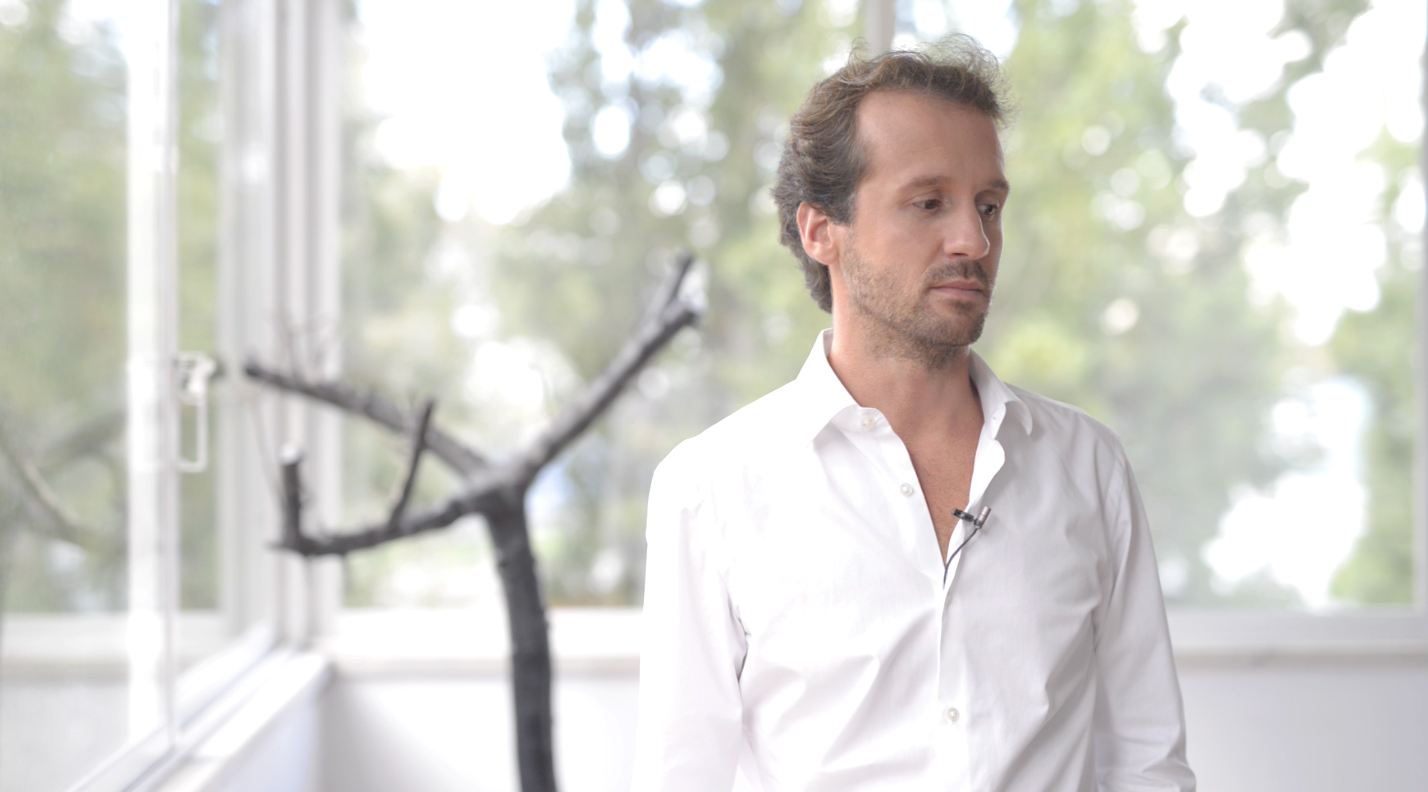

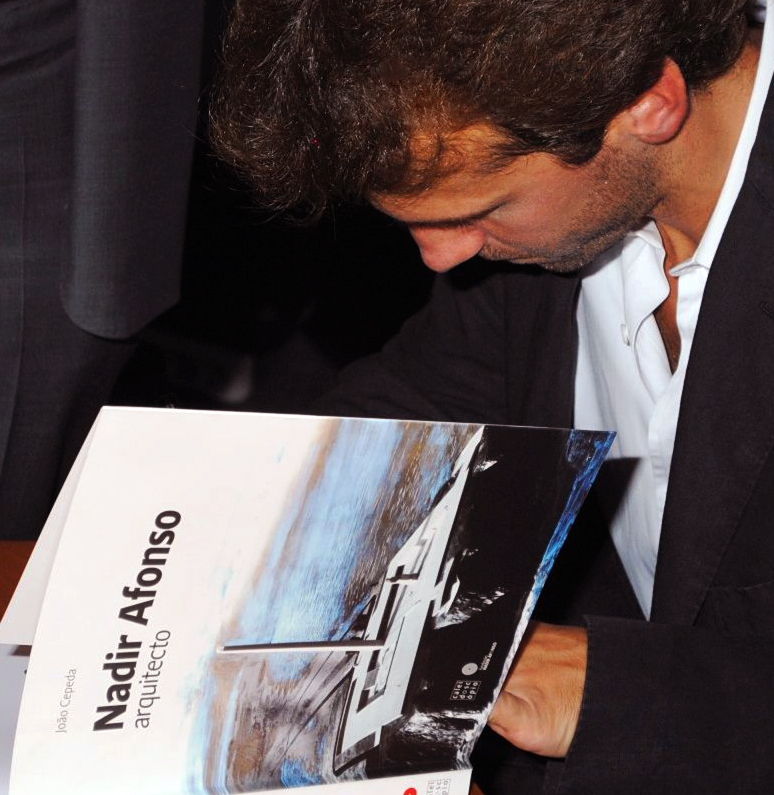

que trabalhou com Le Corbusier e Oscar Niemeyer, entre outros.

Em 2014, entre 200 candidaturas e como representante português, foi Finalista no mais importante Prémio de Arquitectura Ibérico: "Premios FAD de Arquitectura e Interiorismo" (Premios FAD, ArquinFAD).

Posteriormente, partiu para Tokyo, onde trabalhou no atelier do premiado arquitecto japonês Shinichi Ogawa (2013-2014).

Em 2015, recebeu o "Arquitectos Agora" da Ordem dos Arquitectos (Portugal), pelo reconhecimento do seu percurso no estrangeiro, nomeadamente no Japão.

De 2015 a 2019, trabalhou no atelier do arquitecto Frederico Valsassina em Lisboa, um dos escritórios portugueses mais activos e galardoados.

Foi, em 2 anos consecutivos (2017, 2018), 2º lugar no Prémio Fernando Távora da OASRN - Ordem dos Arquitectos, Secção Regional Norte.

Exerce, desde 2019, arquitectura a título autónomo. 

Nomeado por Richard Armstrong (director do Solomon R. Guggenheim Museum) para os "Golden Trezzini Awards 2021" (EUA), na categoria "Best Project of Private Residence", tendo-lhe sido ainda atribuída uma Menção Especial nessa mesma categoria.

Vencedor dos "Aedificio Awards 2021" (Itália), na categoria "Projecto Meritevole".

Nomeado para os "LOOP Design Awards 2022" (Portugal), na categoria "Best Architecture Design".

Finalista dos "Architizer A+Awards 2022" (EUA), na categoria Private House".

Menção Honrosa nos "Architecture MasterPrize 2024" (EUA), na categoria "Best Residential Architecture Design".

Recebeu a mais alta distinção no "IDPA Japan Design Award 2025" (Japão), o "Platinum Award", na categoria de arquitectura "Best Architecture Design".

Membro, desde 2022, da Comissão Científica da "FilArch - Philosophy and Architecture International Research Symposium".

 
Investigador associado integrado, desde 2023, no Centro de Estudos de Arquitectura e Urbanismo (CEAU) da Faculdade de Arquitectura da Universidade do Porto (FAUP), no grupo de Investigação "Teoria e Práticas de Projecto". 

Publicado em Portugal, Espanha, França, Itália, Suíça, Alemanha, Hungria, Rússia, Turquia, nos EUA, no Brasil, no México, no Japão, na China, em Singapura, na Índia e na Tailândia, tem colaborado ainda com várias entidades, instituições, universidades e meios de comunicação cultural, e participado em diferentes publicações, conferências, debates, mesas redondas e exposições (nomeadamente, na 14ª Bienal de Arquitectura de Veneza - Biennale di Venezia, 2012, Itália), autorando múltiplos artigos, crónicas, ensaios e papers científicos, integrando comissões científicas e júris, ou apresentando diversas comunicações, entrevistas e outros testemunhos.

Recentemente, numa selecção e exposição exibida na Casa da Arquitectura no Porto, em Matosinhos (2024), o seu atelier foi apontado como um dos estúdios emergentes da arquitectura portuguesa.

## Prémios, Honras e Reconhecimentos
- IDPA Japan Design Award 2025 (Platinum Award) - International Design Pioneer Award (Japão)
- Architecture MasterPrize 2024 (Menção Honrosa) - Architecture MasterPrize (EUA)
- Architizer A+Awards 2022 (Finalista) - Architizer (EUA)
- LOOP Design Awards 2022 (Nomeado) - LOOP Design Awards (Portugal)
- Golden Trezzini Awards 2021 (Menção Especial) - Solomon R. Guggenheim Museum, Trezzini Awards (EUA)
- Aedificio Awards 2021 (Vencedor) - Aedificio (Itália)
- Prémio Fernando Távora 2018 (2º Lugar) - Ordem dos Arquitectos Secção Regional Norte, OASRN (Portugal)
- Prémio Fernando Távora 2017 (2º Lugar) - Ordem dos Arquitectos Secção Regional Norte, OASRN (Portugal)
- Prémio Arquitectos Agora 2015 (Vencedor)[70][71][72] - Ordem dos Arquitectos (Portugal)

- Premios FAD de Arquitectura e Interiorismo 2014, "Pensamiento y Crítica" (Finalista)[73][74][75] - ArquinFAD (Espanha)